# Daniel Arasa
Daniel Arasa Favà (Jesús (Tortosa), 1944) es periodista español, ensayista, profesor universitario y promotor de organizaciones sociales y culturales. Ha publicado más de una veintena de ensayos históricos sobre la Guerra Civil Española –con especial hincapié en el papel de los medios y en la persecución religiosa– y la participación de los españoles en la Segunda Guerra Mundial. Ha recibido varios galardones, entre ellos el Premio Carles Rahola de ensayo en 1989.

## Biografía
Con una amplia formación científica y humanista, es ingeniero técnico químico, periodista y doctor en Humanidades y Ciencias Sociales. Fue periodista y reportero (enviado especial) durante cuarenta años sobre todo para la agencia Europa Press. Fue redactor jefe de Europa Press de Cataluña durante veintiséis años y también trabajó para Tarrasa Información, La Hoja del Lunes y El Correo Catalán. Crítico con la “cristianofobia” de determinados colectivos, es colaborador de La Vanguardia, Barcelona Televisió, COPE, Ràdio Estel, Forum Libertas y L'Ebre.
Como profesor universitario impartió “Fuentes Informativas” en la Universidad Pompeu Fabra, y “Fuentes Informativas” e “Historia del Periodismo” en la Universidad Abad Oliva CEU.
Casado y padre de siete hijos, es un defensor de la familia en sus diferentes vertientes. Es presidente de la Plataforma per la Família Catalunya-ONU 2014, lo fue del Grup d’Entitats Catalanes de la Família (GEC) y dirige CinemaNet.

## Obra publicada
Entre sus publicaciones cabe destacar La batalla del Ebro a través de los partes de guerra, la prensa y la radio, que hace un análisis sobre el periodismo durante la contienda llegando a la conclusión de que ambos bandos hacían propaganda manipulando la realidad en la narrativa de la guerra.   En La batalla de las ondas en la Guerra Civil española analiza el papel estratégico de la radio, utilizada como arma de guerra y que tuvo una importancia muy decisiva. En De Hemingway a Barzini. Corresponsales extranjeros en la Guerra Civil  analiza el papel de los corresponsales de guerra y la presencia de “monstruos de la literatura” como Hemingway, Dos Passos, Orwell…
En 100 Consells de Guerra. Vol.I  repasa 100 juicios sumarísimos del franquismo realizados en Tortosa, resultado de una investigación en el Tribunal Militar Territorial Tercero, en Barcelona, y en el Tribunal Militar Territorial Primero, en Madrid. En Jesús en guerra (1936-1938) relata cómo sucedió la guerra en su pueblo natal, Jesús, de 3000 habitantes, pedanía de Tortosa entonces. En La invasión de los maquis, muestra el intento de los maquis de tomar el Valle de Arán y la resistencia de Franco, operación que se intentó en 1944 por iniciativa del partido comunista. La investigación se realizó entre 1974 y 1983 con centenares de entrevistas a testigos de los hechos, documentación y testimonios de Dolores Ibarruri, Federica Montseny, Irene Falcón y Líster, entre otros, incluidos los mandos de los maquis y los generales franquistas.
En Los españoles de Stalin –subtitulado "La historia de los que sirvieron al comunismo durante la Segunda Guerra Mundial"– el autor analiza a través de testimonios personales el papel de los españoles emigrados a la URSS. Otros libros fueron: Los españoles de Churchill, Els catalans de Churchill, La guerra secreta del Pirineu (1939-1944), Los españoles en la guerra del Pacífico y Exiliados y enfrentados. El exilio español en Inglaterra.
Como investigador de la cultura católica durante la guerra ha publicado Entre la Cruz y la República y Católicos del bando rojo reflejando la trayectoria de personas que sin abdicar de su fe siguieron siendo leales a la República: los generales Rojo, Escobar, Batet, Aranguren, Hernández Saravia o Salcedo, el contralmirante Azarola, otros altos cargos militares como Joaquín Pérez Salas o Ibarrola, políticos destacados como Manuel de Irujo, Manuel Carrasco i Formiguera, Ventura Gassol, Claudio Sánchez Albornoz, Ángel Ossorio y Gallardo o Luís Lucia. Con este libro desmitifica la idea de que todos los católicos estuvieran del lado de Franco, y que fue falso que la Iglesia apoyara unánimemente el levantamiento de Franco en 1936. También ha publicado diferentes obras sobre el papel de los cristianos en el mundo actual y su persecución en determinados lugares: Cristianos, entre la persecución y el mobbing y Drets humans i religió a Catalunya. Cuenta con otras muchas obras monográficas y diversas en colaboración con varios autores.

## Premios
- Premio Carles Rahola de ensayo (1989), por Els catalans de Churchill
- “Carles Cardó” de Periodismo (2012) concedido por  la Asociación 'Persona i Democràcia'.[18]
- “Micrófono de Plata” por la trayectoria periodística concedido por  APEI Catalunya (2002).[19]
- Premio “Ángel Herrera” de la Universitat Abad Oliva a la mejor labor docente,[20] y otros por la información económica y religiosa..